# El rey de La Habana
Pour plus de détails, voir Fiche technique et Distribution.
El rey de La Habana est un film hispano-dominicain réalisé par Agustí Villaronga, sorti en 2015.
C'est l'adaptation du roman du même nom paru en 1999 de l'écrivain cubain Pedro Juan Gutiérrez.

## Fiche technique
- Titre français : El rey de La Habana
- Réalisation : Agustí Villaronga
- Scénario : Agustí Villaronga d'après le roman de Pedro Juan Gutiérrez
- Photographie : Josep M. Civit
- Montage : Raúl Román
- Musique : Joan Valent
- Pays d'origine : Espagne - République dominicaine
- Format : Couleurs - 35 mm - 2,35:1
- Genre : drame
- Durée : 125 minutes
- Dates de sortie :
  - Espagne : 2 septembre 2015 (Festival international du film de Saint-Sébastien 2015), 16 octobre 2015 (sortie nationale)

## Distribution
- Maikol David : Reynaldo, le roi
- Yordanka Ariosa : Magda
- Héctor Medina : Yunisleidi
- Jean Luis Burgos : Nelson
- Lia Chapman : Daysi
- Chanel Terrero : Yamilé

## Distinction
- Festival international du film de Saint-Sébastien 2015 : Coquille d'argent de la meilleure actrice pour Yordanka Ariosa